# エアン・ショー
エアン・ショー（Heang Chhor、1962年 - ）は、マッキンゼー・アンド・カンパニー日本支社社長。カンボジア出身。専門分野はグローバリゼーション戦略など。

## 略歴
1962年、シアヌーク政権下のカンボジアに、木材貿易を営む裕福な家庭の6男3女の7番目に生まれる。しかし、内戦のため資産は底をつき、学校も閉鎖に追い込まれたが、「国土や家を破壊することは出来ても精神は壊すことは出来ない」という信念からロウソクの光を頼りに毎晩本を読んだという。
1976年、14歳のときに一家で難民としてフランスにわたった。グランゼコールの一つエセック経済商科大学院大学に入学した。進学後もレストランの皿洗いや農業の収穫作業を手伝うなどさまざまな仕事を経験している。また、大学ではMBAを取得している。
その後日本で1年ほど電子部品製造工場で働き、タイのバンコク、香港などで約6年間ビジネスに携わる。
1989年にマッキンゼー入社。パリ支社ではディレクターを勤める。

## 日本での活動
来日は、大学の卒業生がこぞってアメリカを目指す中、当時世界的ベストセラーになっていたエズラ・ボーゲル米ハーバード大学教授著『ジャパン・アズ・ナンバーワン』に書かれている日本を知ろうと思ったことがきっかけだった。
2006年7月、マッキンゼー日本支社の社長に就任し現職。平均睡眠時間4時間の中、現在でも1年に1度はカンボジアを訪れて職業訓練などの支援を続けているという
。

## その他
フランスに渡る前、いったん一家はタイに逃れつつ、両親を亡くした子供たちを養子にしていったため、最終的に兄弟が13人になっていたという。